# David Cuéllar i Garcia
David Cuéllar i Garcia   (Lleida, 8 de setembre de 1997) és un jugador de bàsquet català que juga al Força Lleida Club Esportiu de la Lliga ACB. Amb 1.97 d'estatura, el seu lloc natural a la pista és d'aler.

## Trajectòria
Cuéllar va començar jugant a bàsquet a les files del Club Esportiu Maristes Montserrat i, més endavant, va arribar al planter del Força Lleida.
A la temporada 2014-15 va formar part del conjunt júnior del Baloncesto Fuenlabrada i la 2015-16 va jugar al Viten Getafe de la Lliga LEB Plata. El 14 de febrer del 2016 va debutar a la Lliga ACB en el partit del Baloncesto Fuenlabrada davant l'Unicaja Màlaga, amb triomf local per 89-79. Cuéllar va entrar a pista quan faltaven 40 segons pel final però es va quedar sense anotar cap punt. A les temporades 2019-20 i 2020-21 va jugar a les files del Club Baloncesto Villarrobledo de Lliga LEB Plata.
A la temporada 2021-22 va signar pel Força Lleida Club Esportiu de la Lliga LEB Or, equip amb què la temporada 2023/24 va aconseguir l'ascens a la Lliga ACB.